# Consonne apicale
En phonétique articulatoire, une consonne apicale est une consonne articulée avec la pointe de la langue ou sa partie antérieure. Sont articulées ainsi les consonnes dont le lieu d'articulation se situe vers l'avant de la bouche : linguo-labiales, dentales, alvéolaires, post-alvéolaires et rétroflexes. En alphabet phonétique international, c'est noté avec le pontet renversé souscrit ◌̺